# All Our Gods Have Abandoned Us
All Our Gods Have Abandoned Us — седьмой студийный альбом британской металкор группы Architects, изданный 27 мая 2016 года под лейблом Epitaph Records во всём мире; UNFD в Австралии и New Damage в Канаде. Это первый альбом группы, записанный с участием гитариста Адама Кристиансона, присоединившегося к группе на постоянной основе после участия в турах с 2012 по 2015 годы.
Музыкальные видео для синглов «A Match Made in Heaven» и «Gone with the Wind» были выпущены 6 марта и 11 апреля 2016 года.
Записанный в Гётеборге, Швеция, он был описан Blabbermouth.net как «самая тяжелая и мрачная работа, к которой Architects приложили свою руку» и «альбом, который бросает вызов жанру зашедшему в тупик, и его привносит в него вдохновение в то время, когда многие рок и металл группы стремятся спрятать его в мейнстримном звучании».

## Запись
В статье, опубликованной группой австралийского лейбла UNFD, говорится, что группа улетела в Гётеборг в октябре 2015 года, чтобы приступить к записи альбома в студии Fredman, где они записали их предыдущий альбом Lost Forever // Lost Together почти двумя годами ранее. Альбом был записан в «семь изнурительных недель» с участием продюсеров Хендриком Уддом и Фредриком Нордстремом.
30 марта 2016 года лейбл Epitaph выложил первую часть документального фильма о процессе записи альбома All Our Gods Have Abandoned Us, на своём официальном канале YouTube. В видео группа говорит о том, что они приступили к записи с гораздо большей уверенностью, чем с той, с которой работали над своим прошлым материалом. Потеря доверия во многом была обусловлена негативной реакцией фанатов на альбом 2011 года The Here and Now. Группа была недовольна альбомом, что создавало ощущение «неопределенности» среди участников, куда двигаться дальше, чтобы перейти к новому альбому.
Музыканты решили следовать стилистике альбома Lost Forever // Lost Together, так как этот альбом получил хорошие отзывы и поклонников, и критиков. Отчасти из-за этого, группа избрала путь воссоединиться с продюсерами Хенриком Уддом и Фредриком Нордстремом для их седьмого альбома. Дэн Сирл, барабанщик, выразил большой энтузиазм по звучанию, так как именно эти продюсеры уже сформировали стиль для их предыдущего альбома, вспоминая о прослушивании первой демозаписи на трек «Naysayer». Сирл почувствовал, что не стоит искать другого продюсера для работы над своим новым альбомом, заявив, что участники группы были уверены, предыдущий альбом оказал глубокое впечатление.

## Список композиций
Все тексты написаны Томом Сирлом, вся музыка написана Томом Сирлом.
| №                   | Название                 | Длительность |
| ------------------- | ------------------------ | ------------ |
| 1.                  | «Nihilist»               | 2:51         |
| 2.                  | «Deathwish»              | 3:52         |
| 3.                  | «Phantom Fear»           | 4:06         |
| 4.                  | «Downfall»               | 4:04         |
| 5.                  | «Gone with the Wind»     | 3:45         |
| 6.                  | «The Empty Hourglass»    | 4:11         |
| 7.                  | «A Match Made in Heaven» | 3:48         |
| 8.                  | «Gravity»                | 3:18         |
| 9.                  | «All Love Is Lost»       | 4:20         |
| 10.                 | «From the Wilderness»    | 3:44         |
| 11.                 | «Memento Mori»           | 8:12         |
| Общая длительность: | Общая длительность:      | 46:11        |

«Memento Mori» подписан на предзаказе альбома в iTunes как «Momento Mori». Эта ошибка также присутствует на публикациях с содержанием альбома и на товарных веб-сайтах. Было ли это сделано специально или нет, пока неизвестно.
Deluxe Edition
12. Silver Bullet

## Участники записи
Architects
- Сэм Картер – вокал
- Том Сирл – гитара, клавишные, тексты песен
- Алекс Дин – бас
- Дэн Сирл – ударные, программирование
- Адам Кристиансон - гитары

Студийный персонал
- Хенрик Удд – запись, сведение, продюсирование
- Фредрик Нордстрем – дополнительная помощь в записи
- Йохан Хенрикссон – помощник продюсера